# Шур, Элла Моисеевна
Элла Моисеевна Шур (род. 22 февраля 1928, СССР) — советский архитектор.

## Биография
Родилась 22 февраля 1928 года.
В 1951 году окончила архитектурный факультет Харьковского инженерно-строительного института (ХИСИ).
Работала в институтах «Гипромаш», «Теплоэлектропроект», «Харьковпроект».

## Избранные проекты и постройки
- Проекты планировки и застройки жилмассивов Павлово Поле, Салтовка, Алексеевка, Клочковская улица, студенческий городок по проспекту Л. Свободы (Харьков).
- Проекты планировки и застройки жилых посёлков Углегорской, Славянской и Криворожской ГРЭС.